# Мухоловка-пеструшка
Мухоло́вка-пестру́шка, мухоловка черноголовая или березовка (лат. Ficedula hypoleuca) — певчая птица семейства мухоловковых (Muscicapidae).

## Внешний вид
Окраска взрослого самца чёрно-белая, контрастная. Спина и темя чёрные, на лбу белое пятно, поясница серая, хвост буровато-чёрный с белой каёмкой по краям, брюхо белое, крылья тёмно-бурого, почти чёрного цвета с большим белым пятном. Самки и молодые самцы окрашены более тускло: чёрные тона в оперении заменены серовато-бурыми, белые — грязно-белыми. Длина тела около 16 см, масса 15—19 г.

## Голос
Песня — щебетание «пичи-пичи-кули-личи» или «цитру-цитру-три-крути-три», крик — звонкое «пии». Покрикивая отрывистое «винь-винь», птичка время от времени порывисто взмахивает крыльями и медленно поводит хвостом вверх и вниз.

## Место обитания

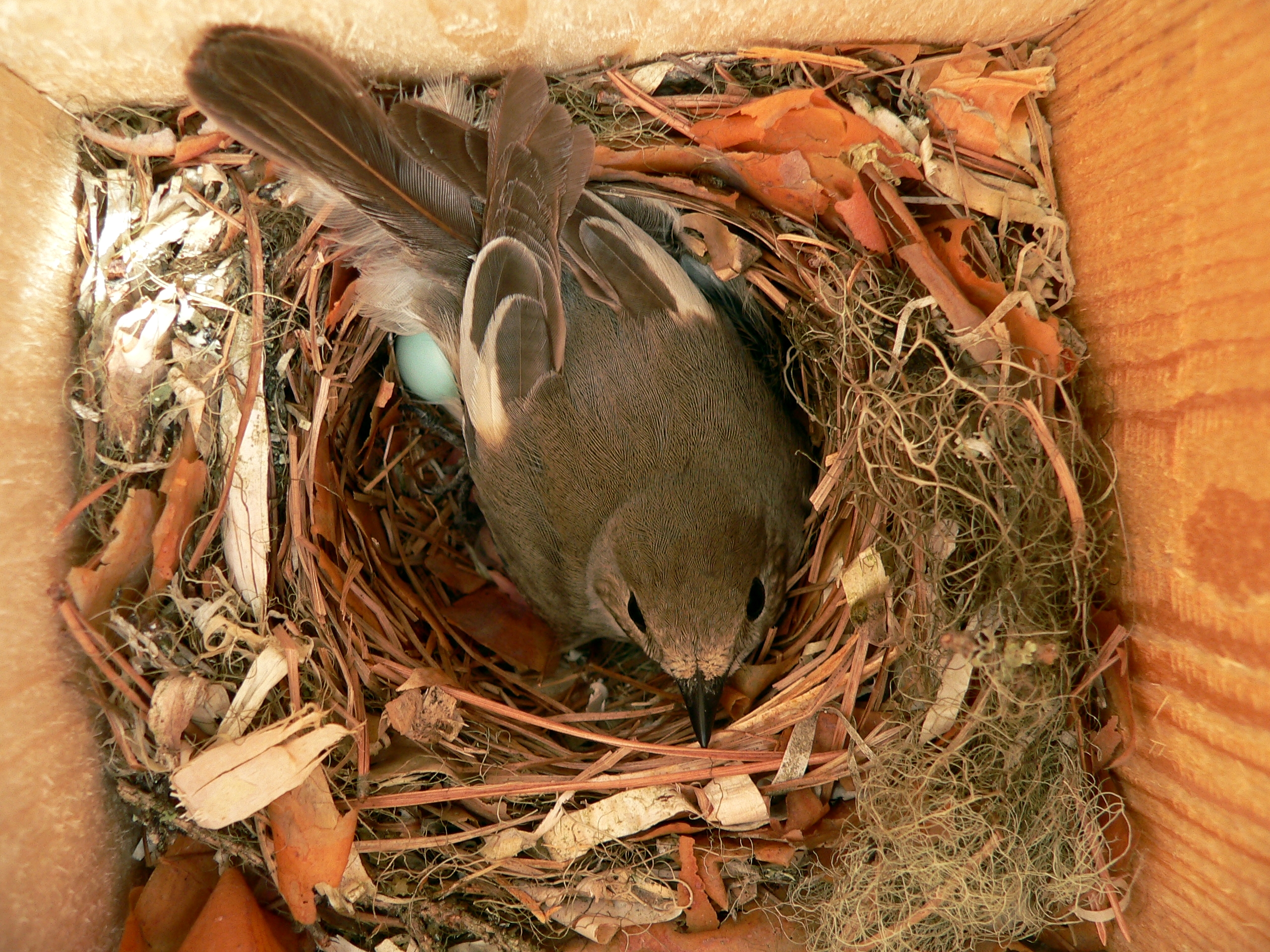
Самка насиживающая кладку

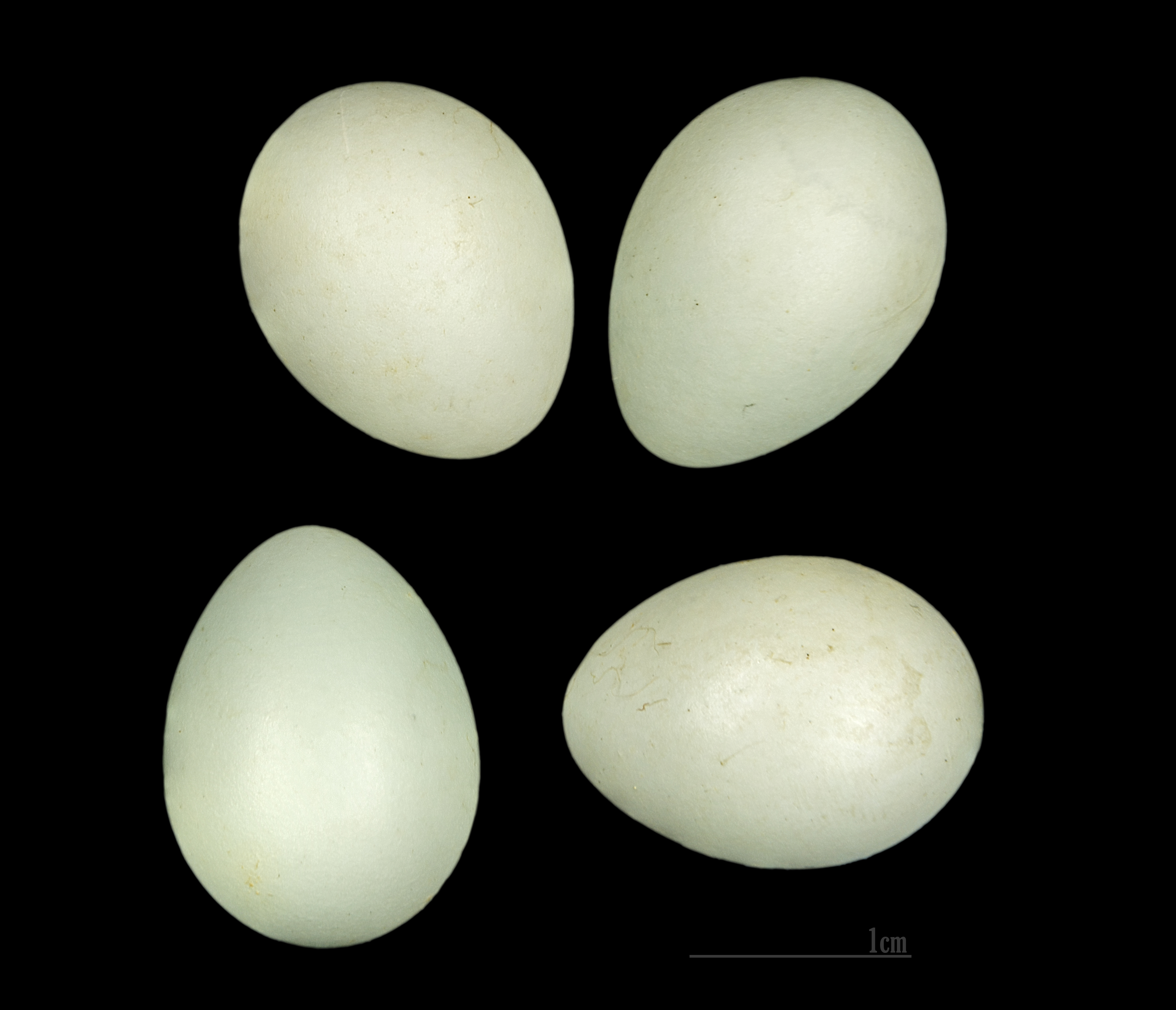
Яйца мухоловки-пеструшки

Мухоловка-пеструшка распространена в лесах Европы и на прилегающих островах, в центральных частях Западной Сибири, а также в Северной Африке. Зимует в тропической и Северной Африке. Гнездится в смешанных и лиственных лесах, предпочитая светлые и редкие рощи, лесные опушки, сады со старыми, дуплистыми деревьями, а также богатые дуплами участки леса, поросшие осиной и чёрной ольхой, а также занимает искусственные гнездовья.

## Питание
Мухоловка-пеструшка питается перепончатокрылыми (преимущественно личинками пилильщиков), двукрылыми (главным образом мухами), жёсткокрылыми (почти 50 % которых часто составляют хищные личинки божьих коровок), чешуекрылыми (исключительно гусеницами), а также пауками и равнокрылыми (различными мелкими цикадками). Мухоловка-пеструшка не вполне оправдывает своё название: более 2/3 её добычи — не мухи, а малоподвижные насекомые, которых она собирает с ветвей и листьев деревьев и кустарников и в травяном покрове. Осенью питается также фруктами и ягодами.

## Размножение
Гнездо устраивает в естественных дуплах, старых дуплах дятлов и некоторых синиц, в щелях деревьев, под крышами деревянных строений. Строительство гнезда продолжается от 3 до 10 дней. Гнездо представляет собой кучу, сложенную из сухих травинок, бересты (если гнездо находится в березняке) или плёнок коры сосны (если гнездо в сосняке), в небольшом количестве в нём бывают также мох, волосы, лубяные волокна. Лоток выстилается сухими листьями и стебельками злаков и других травянистых растений. В мае самка откладывает 5—8 яиц светло-голубого цвета, которые высиживает затем в течение 11—14 дней. Самец в это время караулит гнездо и иногда кормит её. После вылупления птенцы находятся в гнезде 13—18 дней. Кормят птенцов оба родителя, совершая ежедневно до 400—500 прилётов с кормом к гнезду. После вылета птенцов из гнезда взрослые птицы, докармливая молодых ещё в течение 5—7 дней, постепенно уводят их от гнезда.

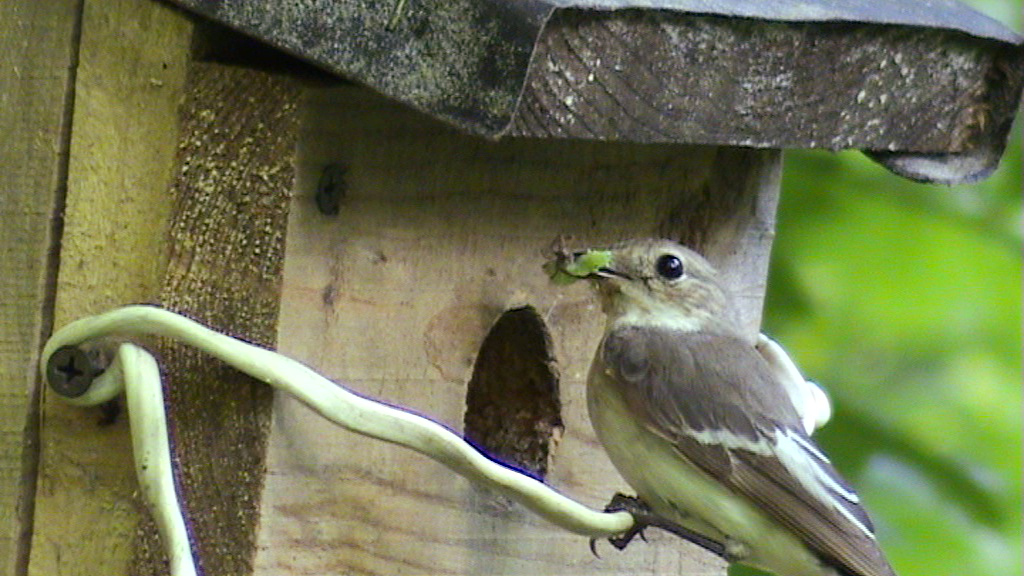
Самка мухоловки-пеструшки у дуплянки, с кормом

Также мухоловка-пеструшка способна приступать к размножению в искусственных гнездовьях (дуплянках), что позволяет подробнее изучать этот вид (особенности поведения - к примеру, родительское; кормовую базу и пр.).